# Nils Johansson
Nils-Rune Tommy "Nicke" Johansson (* 24. července 1938, Örnsköldsvik) je bývalý švédský lední hokejista, obránce. Se švédskou reprezentací vyhrál mistrovství světa 1962. Ze světového šampionátu má též čtyři stříbra (1963, 1967, 1969, 1970) a jeden bronz (1965). Stříbrnou medaili si přivezl z olympijských her v Innsbrucku roku 1964. Hrál též na OH 1968 (4. místo). Za národní tým nastupoval v letech 1960 až 1970 a odehrál za něj 168 utkání. Ve švédské nejvyšší soutěži hrál za Modo a Färjestads BK. V roce 1964 byl vyhlášen nejlepším hráčem švédské ligy (ocenění Zlatý puk). Po skončení hráčské kariéry se stal trenérem mládeže.